# Horonda, Muncaci
Horonda (în ucraineană Горонда) este o comună în raionul Muncaci, regiunea Transcarpatia, Ucraina, formată numai din satul de reședință.

## Demografie
Componența lingvistică a comunei Horonda
     Ucraineană (98,95%)
     Alte limbi (1,03%)
Conform recensământului din 2001, majoritatea populației comunei Horonda era vorbitoare de ucraineană (98,95%), existând în minoritate și vorbitori de alte limbi.